# Musée de la Camargue

Musée de la Camargue är ett franskt frilutsmuseum i Mas du Pont-de-Rousty, omkring tio kilometer från Arles mot Saintes-Maries-de-la-Mer.
År 1973 köpte la Fondation du Parc naturel régional de Camargue markområdet och byggnaderna i Mas du Pont-de-Rousty för att arrangera ett museum ägnat åt Camargue.
Museet visar utvecklingen av ekonomi och kultur i Rhônedeltat. En vandringsslinga på 3,5 kilometer är utlagd och ger skilda perspektiv på dagens Camargue och på landskapstyper omkring museet: ängar, marsklandskap och bebyggelse.
Musée de la Camargue fick 1979 priset European Museum of the Year Award.